# Russell Poole
Russell Wayne Poole (La Mirada, 29 de noviembre de 1956-Los Ángeles, 19 de agosto de 2015) fue un agente de policía que llegó a detective, detective privado y escritor estadounidense.
Miembro del Departamento de Policía de Los Ángeles, se hizo mundialmente famoso por investigar el asesinato del rapero, entre otros casos célebres, The Notorious B.I.G. y su posterior renuncia alegando encubrimiento policial.

## Biografía
Hijo de un sheriff del condado de Los Ángeles, dijo «seguir los pasos de mi padre» y a los 24 años se unió a la policía en 1981.
Se casó y tuvo tres hijos. Tras su renuncia, trabajó como oficial de seguridad en el Poder Judicial de California.
Mientras trabajaba en un futuro libro revelador, Mercaderes del Caos, murió de un aneurisma a los 58 años, mientras discutía los asesinatos de Tupac Shakur y Biggie en el Departamento del Sheriff del Condado de Los Ángeles.

## Carrera

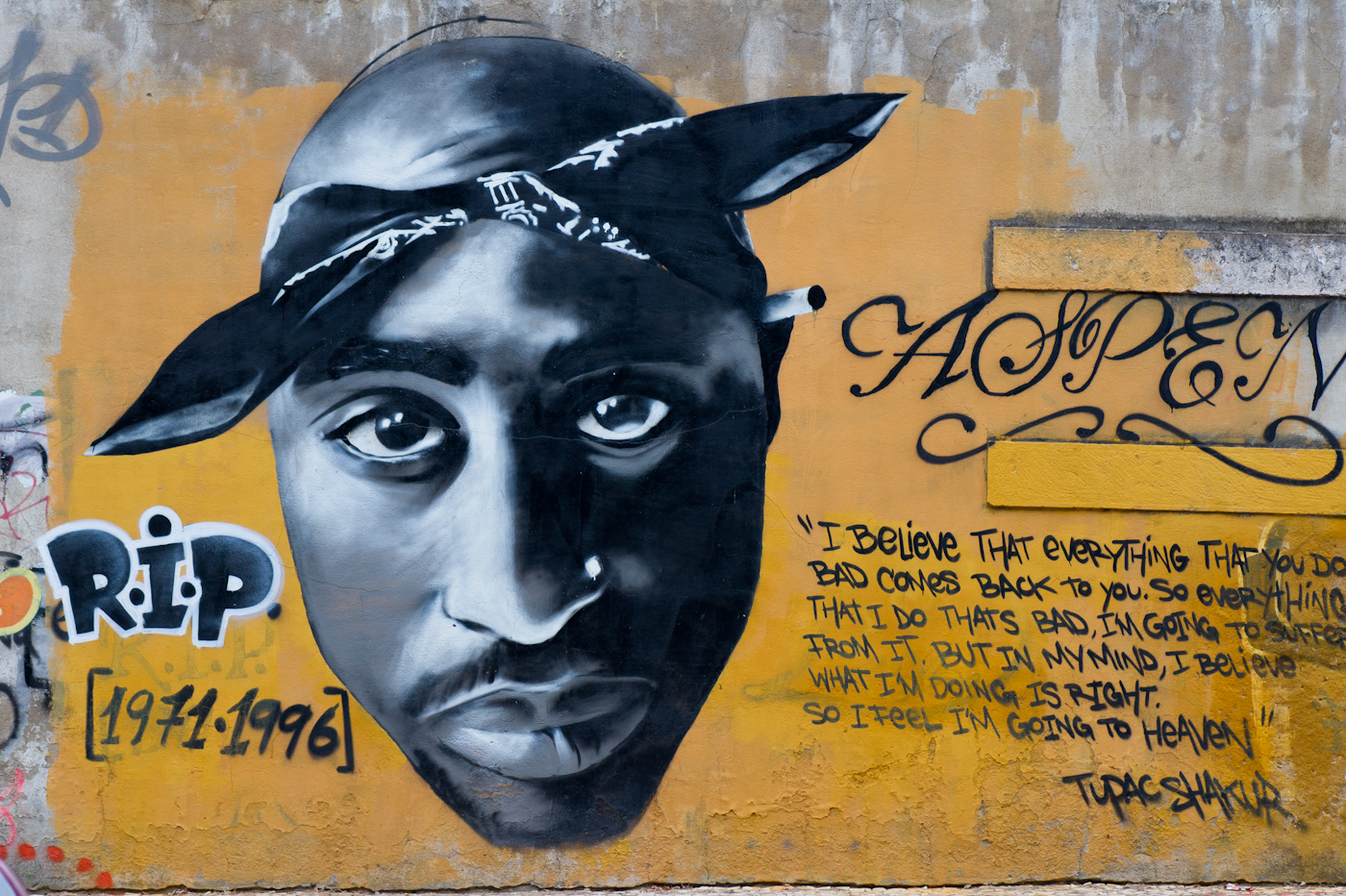
Poole estableció que los asesinatos de Biggie y 2Pac estaban relacionados.

Ascendió rápidamente, convirtiéndose en aprendiz de detective solo tres años después de graduarse. Antes de ser elegido para trabajar en la División de Homicidios y Robos en 1996, pasó más de 9 años como investigador de homicidios en la Oficina del Sur y la División de Wilshire.
Se desempeñó como investigador principal, llevando un caso hasta el juicio, en al menos 135 casos de homicidio y ayudó en 500 más. Los casos notables investigados personalmente por Poole, incluyeron el asesinato del hijo del comediante Bill Cosby y el tiroteo de North Hollywood.
A lo largo de su carrera, hasta su participación en el escándalo de Rampart, fue un detective de LAPD muy respetado y condecorado.

### Asesinato de Notorious B.I.G.
Después de meses de investigación acusó al oficial de LAPD: David Mack y a su supuesto cómplice Amir Muhammad, de perpetrar el asesinato. Poole afirmó que tenía suficiente evidencia para demostrar que Mack tenía vínculos con Suge Knight, el director ejecutivo de Death Row Records, posiblemente otros oficiales y acusarlos como partícipes del asesinato. Tenía fuentes de que Mack se crio en el mismo vecindario que Knight (Compton), estaba en la misma pandilla que Knight (the Bloods), era un visitante frecuente en las fiestas privadas de Knight y vestía la misma ropa roja como Knight y la pandilla Bloods.

### Renuncia
Poole envió sus hallazgos al entonces jefe del Departamento de Policía de Los Ángeles, Bernard Parks, quien le ordenó a que cesara todas las investigaciones sobre el oficial David Mack. En protesta por la decisión, se retiró del departamento a fines de 1999. Angustiado por ser forzado a jubilarse anticipadamente y el final de la investigación, Poole declaró más tarde: «casi me quité la vida, pero fueron mis hijos los que realmente me salvaron».
Además, presentó una demanda contra el LAPD por violar sus derechos de la Primera Enmienda al impedirle salir al público con su información. Poole, como detective privado, continuó investigando el asesinato por su cuenta.

## En la cultura popular
Escribió junto a Richard Bond y Michael Douglas Carlin: Tupac:187. El libro es la teoría de Poole sobre el asesinato de Tupac Shakur.
La serie de televisión estadounidense de 2018: Unsolved, retrata la investigación de Poole sobre el asesinato de Biggie y la de Greg Kading diez años más tarde.
Gran parte de su investigación se utilizó como base para el libro de Randall Sullivan, LAbyrinth: A Detective Investigates the Murders of Tupac Shakur and Notorious B.I.G., the Implication of Death Row Records' Suge Knight, and the Origins of the Los Angeles Police Scandal.
El libro de Sullivan más tarde se convirtió en la película City of Lies, protagonizada por Johnny Depp como Poole. Se estrenó en diciembre de 2018.